# 北条金寿丸
北条 金寿丸（ほうじょう かねじゅまる）は、鎌倉時代後期の執権北条氏の一族。同姓同名の人物が同時期に2人存在し、叔父と甥の関係になる。
1. 第9代執権・北条貞時の子。母は不明。早世した。生没年は生年不詳 - 嘉元3年7月16日（1305年8月7日）である[1][2][3]。
2. 北条泰家の子。母は不明。北条貞時の孫。第14代執権・北条高時の甥。早世した。生没年不詳[4]。